# Oleksandra Chomenec'
Oleksandra Ihorivna Chomenec' (in ucraino Олександра Ігорівна Хоменець?; 25 maggio 2003) è una lottatrice ucraina, vincitrice della medaglia d'argento ai mondiali di Belgrado 2022 e di quella di bronzo ai mondiali di Oslo 2021 nel torneo dei -55 kg.

## Palmarès
| Anno | Manifestazione   | Sede     | Evento | Risultato | Note |
| ---- | ---------------- | -------- | ------ | --------- | ---- |
| 2019 | Mondiali cadetti | Sofia    | 53 kg  | 8ª        |      |
| 2021 | Europei junior   | Dortmund | 55 kg  | Oro       |      |
| 2021 | Mondiali         | Oslo     | 55 kg  | Bronzo    |      |
| 2022 | Europei          | Budapest | 55 kg  | Argento   |      |
| 2022 | Europei junior   | Roma     | 57 kg  | Oro       |      |
| 2022 | Mondiali         | Belgrado | 55 kg  | Argento   |      |
| 2023 | Europei U23      | Bucarest | 57 kg  | Argento   |      |

## Altre competizioni internazionali
2021
- Bronzo nei 55 kg all'International Ukrainian Tournament ( Kiev)